# Віола Ґорецкі
Віола Ґорецкі (нім. Viola Goretzki, 23 листопада 1956) — німецька академічна веслувальниця.
Олімпійська чемпіонка 1976 року в складі вісімки.
Чемпіонка світу 1975 року в складі вісімки.